# 狼山水库
狼山水库是中国内蒙古自治区巴彦淖尔市乌拉特中旗境内的一座水库，位于顶格牛河上，建于1979年。水库正常库容为1300万立方米，集雨面积为961平方千米，海拔为513米。